# Eufònia ventre-rogenca
L'eufònia ventre-rogenca (Euphonia rufiventris) és un ocell de la família dels fringíl·lids (Fringillidae).

## Hàbitat i distribució
Habita la selva pluvial, clars, bosc i vegetació secundària de les terres baixes, des del sud-est de Colòmbia i sud de Veneçuela, cap al sud, a través de l'est de l'Equador i est del Perú fins al nord i est de Bolívia i oest amazònic del Brasil.